# Qadamgah

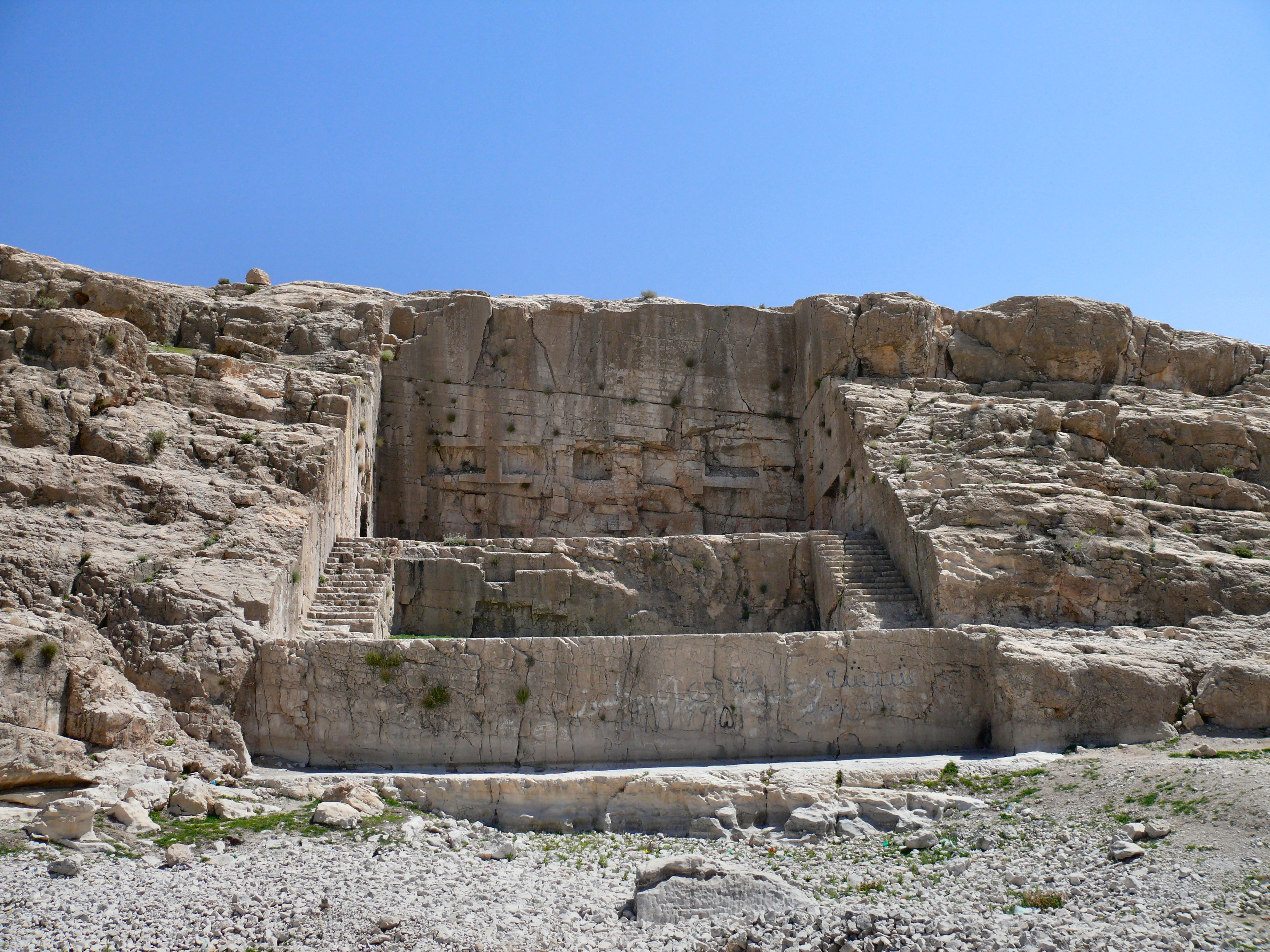
Qadamgah

Qadamgah ist eine archäologische Stätte in der süd-iranischen Provinz Fars. Es liegt im südöstlichen Teil des Berges Kuh-e Rahmat und 40 Kilometer südlich von Persepolis.
Qadamgah sieht aus wie ein unfertiges achämenidisches Felsengrab (vgl. das Grabmal des Artaxerxes III. in Persepolis). Tatsächlich ist es wahrscheinlich eine mit dem heiligen Element Wasser verbundene fertige (post)achämenidische religiöse Struktur.